# Кужель, Николай Дмитриевич
Никола́й Дми́триевич Ку́жель (1906—1979) — советский инженер-металлург, руководитель предприятий и НИИ по получению и очистке драгоценных металлов. Лауреат Сталинской премии.

## Биография
Окончив Московский институт цветных металлов и золота, проходил обучение в аспирантуре на металлургических заводах Норвегии.
После возвращения в СССР работал руководителем Опытного завода на Медногорском медно-серном комбинате, затем на заводе «Североникель» в Мончегорске, а с 1941 года — на Норильском комбинате.
С мая 1945 по 1955 год — начальник Красноярского завода цветных металлов (Красцветмет, ранее Завод № 169 НКВД СССР). В соответствии с должностью начальника завода получил звание майора, затем подполковника НКВД. Предложил пирометаллургический способ обогащения сырья с низким содержанием драгоценных металлов; пирометаллургический передел обогащения был сдан в эксплуатацию в декабре 1947 года.
С 1953 года — первый «гражданский» директор завода. За этот период были получены первые слитки платины, начато извлечение рутения; освоен метод плавки палладия в вакуумной индукционной печи и организован выпуск его в слитках; созданы участок электродуговых печей и цех фракционного электролиза; внедрён метод электрохимического получения родия.
В 1955—1963 годах директор института Гиредмет.

## Награды и премии
- Сталинская премия второй степени (1948) — за разработку и внедрение новых методов очистки ценных металлов (совместно с И. Я. Башиловым и др.)